# Hans Hartmann (Theologe)
Hans Reinold Hartmann (* 5. November 1888 in München; † 17. Mai 1976) war ein deutscher evangelischer Pfarrer und Schriftsteller.

## Leben
Sein aus dem Elsass stammender Vater war Professor der romanischen Sprachen an der Münchner Universität. Hans Hartmann studierte Philosophie und Religionswissenschaft, erwarb mit der 1916 publizierten Arbeit „Kunst und Religion bei Wackenroder, Tieck und Solger“ den Titel Dr. phil. in Erlangen. Zuvor hatte er das theologische Lizenziat erworben. Ab dem Jahr 1913 unternahm er Vortrags- und Studienreisen in 18 europäischen Ländern. Sein Anliegen war eine friedliche Einheit der europäischen Völker.
Im Jahr 1915 wirkte er kurzzeitig als Pfarrer in Ketzberg bei Solingen und dann von 1915 bis 1928 in Solingen-Gräfrath. Seit 1917 war er Mitglied der USPD.
Anfang 1919 trat er gemeinsam mit Günther Dehn mit Vorschlägen zum demokratischen Gemeindeaufbau hervor. 1919 rief er in der Zeitung Der christliche Demokrat auf, eine Gesinnungsgemeinschaft von Pfarrern und Theologieprofessoren zu bilden. Durch seinen Aufruf vom Juni 1919 in der Christlichen Welt (Nr. 18) entstand die Religiös-Soziale Vereinigung in Deutschland, die die Tambacher Tagung (22.–24. September 1919) veranstaltete.
Er trat 1922 in die SPD ein und wurde etwa zur gleichen Zeit Mitglied im Internationalen Versöhnungsbund. Zusammen mit Kaspar Mayr und Wilhelm Mensching redigierte er ab 1924 das „Monatsblatt des Versöhnungsbundes“. Von ihm stammt eine mit einem Vorwort von Nikolaus Ehlen versehene Vorstellungsschrift. Noch Ende der 1920er Jahre findet sich die Geschäftsstelle des Versöhnungsbundes bei ihm in Foche-Solingen.
Im Jahr 1926 hatte der niederländische Pfarrer Hugenholtz, Mitglied der „Pfarrervereinigung gegen Krieg und Kriegsrüstung“, im August  zu einer internationalen Konferenz antimilitaristischer Pfarrer nach Genf eingeladen. Während dieser Konferenz wurde ein „Arbeitsausschuss antimilitaristischer Pfarrer“ zur Vorbereitung eines Kongresses 1928 in Amsterdam gebildet, in den aus Deutschland Hans Hartmann gewählt wurde. Auf diesem Kongress wurde der „Internationale Bund antimilitaristischer Pfarrer“ ins Leben gerufen, Hans Hartmann gründete im selben Jahr den deutschen Zweig.
Ebenfalls 1928 wurde Hartmann vom Pfarramt beurlaubt, 1929 legte er es selbst nieder und wurde Schriftsteller und Rundfunkredner. Er nahm an der ersten Tagung für korporative Studien des Korporationsministeriums teil und fiel 1930 mit seiner Italienreportage in der Frankfurter Zeitung den Organisatoren der korporativen Auslandspropaganda in Deutschland auf. Gemäß Stambolis stand er der Heimvolkshochschulbewegung nahe.
Ab 1930 lebte er in Wuppertal-Elberfeld. In diesem Jahr erschien von ihm in der Zeitschrift Neuwerk ein Artikel mit dem Titel Die nationalsozialistische Bewegung, der sich darum bemüht, Gemeinsamkeiten zwischen evangelischer Kirche und nationalsozialistischer Ideologie zu konstruieren.
1934 heiratete er Annemarie Elisabeth, geb. Käthe (* 1898 in Greifswald), die vom HNO-Arzt Walter Krisch geschieden war. Mit acht Kindern lebten sie in der Berliner Eitel-Fritz-Straße 8.
Insbesondere in den 1930er Jahren setzte er sich immer wieder mit Friedrich Nietzsche auseinander.
Eine langjährige Verbindung mit dem Hause Max Plancks ermöglichte ihm Kontakte mit Naturwissenschaftlern und Medizinern. Er schrieb zu Fragen der Medizin und Naturforschung und hielt Vorträge auf internationalen Kongressen. Er schrieb auch zahllose Artikel über die Kaiser-Wilhelm-Gesellschaft (KWG) und deren Harnack-Prinzip; ab 1934/35 als Auftragsarbeiten.
Am 12. Mai 1941 beantragte er die Aufnahme in die NSDAP und wurde zu einem unbekannten Datum aufgenommen (Mitgliedsnummer 8.738.922). Den Eintritt in die Partei bedauerte er später.
Vom 22. bis 24. März 1948 war er der erste Chefredakteur der NDPD-Parteizeitung National-Zeitung in der Sowjetischen Besatzungszone (SBZ). Nach dem Bekanntwerden seiner NS-Vergangenheit wurde er entlassen und von Albrecht Albert abgelöst.
In den Folgejahren betätigte er sich als Autor vieler Veröffentlichungen, beispielsweise „Schöpfer des neuen Weltbildes – Große Physiker unserer Zeit; 1952“, „Die Brüder Humboldt heute: Abhandlungen; 1968“ oder „Triumph der Idee: Schöpfer des neuen Weltbildes“; 1968.

## Veröffentlichungen (Auswahl)
- Jesus, das Dämonische und die Ethik, Berlin 1919; (2., völlig umgearb.)1923
- Die Stimme des Volkes, München 1920
- Übersetzung: William George Wilkins: Arbeiterschaft und Religion in England; 1923
- Nietzsche als Erlösender und Erlöser, Rudolstadt 1925
- Oswald Spengler und Deutschlands Jugend, Rudolstadt 1925
- Die junge Generation in Europa; 1930
- Der Faschismus dringt ins Volk. eine Betrachtung über das Dopolavoro; Vorwort von G. Renzetti; 1933
- Max Planck als Mensch und Denker; 1938
- Gesunde Kinder: Das Lebenswerk Adalbert Czernys; 1938
- Schöpfer des neuen Weltbildes – Große Physiker unserer Zeit; 1952
- Die Brüder Humboldt heute: Abhandlungen; 1968